# Batalla de Megido (1918)
La batalla de Megiddo se libró entre los días 19 y 21 de septiembre de 1918 durante la Primera Guerra Mundial y constituye la victoria final en la campaña por la conquista de Palestina por parte de las tropas del Ejército británico al mando del general británico Edmund Allenby. Presionando a través del valle de Jezreel desde el oeste, las fuerzas británicas aplastaron a los ejércitos del Imperio otomano presentes en el valle y las orillas del río Jordán. Curiosamente, es en este mismo valle donde, según el Apocalipsis, tendrá lugar el Armagedón. Tres milenios atrás, aquel mismo fue el emplazamiento elegido por el faraón Tutmosis III para acabar con la resistencia de los príncipes sirios al Imperio Nuevo.
Para la fecha de la batalla, parecía ya próximo el colapso del Imperio otomano, así como del resto de los Imperios Centrales en la larga guerra que les enfrentaba con los Aliados, iniciada a mediados de 1914.
Al contrario que la mayor parte de las ofensivas acontecidas durante la Primera Guerra Mundial, el coste humano de las operaciones conducidas por Edmund Allenby fue relativamente reducido, prefigurando por la rapidez de movimientos. Cuando fue ennoblecido como Vizconde, Allenby tomó para su título el nombre de esta batalla, pasando así a ser el primer vizconde Allenby de Megiddo.

## Situación
Los turcos tenían desplegados en Megido tres Ejércitos: el 4.º, el 7.º y el 13.º Ejércitos turcos, cuyo mando había sido confiado al general alemán Liman von Sanders. Los 44 000 soldados defendían una larga línea de frente que iba desde el interior, ligeramente al norte de Jaffa, en la costa del Mediterráneo, hasta el valle del río Jordán. Las tropas, sin embargo, se hallaban en situación de moral baja, desmoralizadas por las enfermedades y las deserciones, y escasas de suministros, especialmente debido al hecho de que los grupos irregulares árabes, dirigidos por el oficial de enlace británico T.E Lawrence, habían cortado la línea de ferrocarril por la que los turcos recibían aprovisionamiento. Por su parte, el general Allenby tenía a su disposición a 69 000 soldados aliados.

## Ofensiva
El general Edmund Allenby ordenó un ataque de diversión contra las tropas turcas apostadas en el valle del río Jordán, pero preveía realizar el asalto principal en el ala izquierda, siguiendo la línea costera. Se camuflaron en dicho sector concentraciones de tropas y depósitos de suministros británicos y se organizaron campamentos en la zona. Allenby tenía previsto enviar sus tropas por la línea costera (aproximadamente 35 000 hombres y 350 piezas de artillería) contra los defensores turcos (8000 hombres y 130 piezas de artillería), obligándolos a retroceder hacia el este y cortando de este modo la línea de retirada del 7.º y del 13.º ejército turco.
La ofensiva británica se inició así a las 4h 30’. La artillería de Allenby martilleó sobre un frente de unos 100 km. El fuego de barrera fue seguido inmediatamente por un avance a lo largo de la línea costera, que rápidamente rompió las líneas turcas, demasiado débiles por cubrir un frente tan extenso, y logró penetrar hacia la retaguardia turca. La brecha abierta fue explotada por las tropas montadas del desierto, que avanzaron hacia el norte en dirección a la ciudad de Megiddo para luego girar hacia el este hacia el río Jordán. Aviones de la Royal Air Force británica bombardearon por su parte las vías férreas y los cuarteles generales turcos, destruyendo así completamente sus líneas de comunicación. Las tropas llegadas del desierto efectuaron un avance (o mejor, una veloz cabalgada) de 110 km en tres días antes de detenerse para consolidar sus posiciones.
El 8.º Ejército turco de Djerad Pacha quedó prácticamente aniquilado en la maniobra de envolvimiento, y el 7.º Ejército al mando de Mustafa Kemal (quien posteriormente sería conocido como Atatürk o padre de los turcos) intentó retirarse hacia el este, junto a los restos del 8.º. Ambos ejércitos fueron acosados durante su retirada por la aviación británica. La retirada se transformó rápidamente en desbandada, y 25 000 soldados turcos fueron hechos prisioneros. El 4.º Ejército turco, apostado en el valle del Jordán, comenzó por su parte un repliegue hacia el norte en dirección a Damasco, pero la partida ya estaba ganada y el general Edmund Allenby pudo avanzar hacia Damasco.

## Explotación de la victoria
Aprovechando su reciente y brillante victoria, los británicos entraron en el puerto de Haifa el 23 de septiembre, en Nablus y Tiberiades el 25, en Damasco el 30, haciendo cerca de 20 000 prisioneros en la operación. Beirut cayó al día siguiente en manos de los Aliados y Alepo, situado 300 km al norte, el 26 de octubre. El avance británico estaba encabezado por la 3.ª Tropa Ligera Montada australiana, precedida por los guerrilleros árabes. Estos últimos, como venganza por las atrocidades cometidas por los turcos contra los pueblos árabes rebeldes, hicieron pocos (por no decir casi ninguno) prisioneros: los días 27 y 28 de septiembre, casi 15 000 turcos, junto con algunos alemanes y austrohúngaros, fueron masacrados hasta el último de ellos.
El 30 de octubre, los otomanos se rendían en el Armisticio de Mudros.